# Rosnička asámská
Rosnička asámská (Hyla annectans) je asijský druh žáby (Anura) žijící na stromech. Jedná se o žábu z rodu rosniček (Hyla) z čeledi rosničkovitých (Hylidae).

## Etymologie
Tento druh byl popsán v roce 1870 britským lékařem, botanikem a zoologem Thomasem Caverhillem Jerdonem (1811–1872).
Jelikož je tento druh v Asii velmi rozšířený, je znám pod více jmény. Například: rosnička Jerdonova, rosnička indická, žába zelená nebo rosnička jihozápadočínská.[nenalezeno v uvedeném zdroji]

## Výskyt
Rosnička asámská obývá jižní Asii a to od Himálaje až po Indický a Tichý oceán. Žije v severovýchodní Indii (v indicských státech Ásám, Nágáland, Manípur a Méghálaj), v jihozápadní a střední Číně (v provinciích Jün-nan, Kuej-čou, S’-čchuan a Chu-nan) a na také hornatém severu Vietnamu. Krom toho byla tato pozorována i na severozápadě Thajska a v sousední Barmě.

## Habitát
Rosnička asámská obývá koruny stromů v tropických stálezelených lesích a v listnatých lesích, které se nachází v nadmořské výšce od 600 do 2 500 metrů. V Indii však byla zaznamenána i v nadmořské výšce pouhých 100 metrů. Při hledání potravy slézá ze stromů dolů, díky tomu na ni lze narazit i na pastvinách a zemědělských plochách, které přiléhají k lesům, v nichž tito obojživelníci běžně žijí. K rozmnožování dochází v rybnících či na rýžových polích.

## Popis
Tento drobný obojživelník má hlavu širší než delší s krátkým čenichem. Jazyk je kulatý a lehce vroubkovaný. Zatímco kůže na zádech je zelená a hladká, na břiše je o něco hrubější a žlutavá. Na boku se nachází tmavý až černý pruh. Prsty na nohou jsou propojeny blánou.
Samci se od samic liší přítomností rezonančního měchýřku a drobnými černými výrůstky na palcích.
Dříve se uváděla délka 5,1 cm od špičky čenichu ke konci zad. Moderní zdroje uvádí pro hodnotu SVL (snout–vent length) čísla o něco nižší, a sice 2,8–3,9 cm pro samce a 3,2–4,5 cm pro samice.
Rosnička asámská byla detailně popsána v knize Fauna Britské Indie, včetně Cejlonu a Barmy (v originále Fauna of British India, including Ceylon and Burma) od belgicko-britského zoologa Alberta Boulengera (19. října 1858, Belgie – 23. listopadu 1937, Francie).

## Poddruhy
Není jisté, zda by se Hyla gongshanensis žijící v Číně měla i nadále považovat za samostatný druh, či zda se jedná pouze o poddruh rosničky asámské.

## Ohrožení
Podle Červeného seznamu IUNC se jedná o málo dotčený taxon. Ačkoliv je tento druh žab v současné době běžný, obzvláště na území Číny, a rozšířený v mnoha chráněných oblastech, může být v budoucnu ohrožen v důsledku úbytku jeho přirozeného životního prostředí a kvůli znečištění vody.